# 白木古墳
白木古墳（しろきこふん）は、大阪府南河内郡河南町白木にある古墳。形状は円墳と推定される。白木古墳群を構成する古墳の1つ。史跡指定はされていない。

## 概要
大阪府南東部、梅川と支流の馬谷川に挟まれた丘陵の北西部、西へ延びる支脈南斜面に山寄せで築造された古墳である。一帯では本古墳含む古墳12基からなる白木古墳群の分布が知られたが、現在までに多くが失われている。1987年（昭和62年）に墳丘・石室の測量調査が実施されている。
墳丘は大きく改変されており、元の墳形は明らかでなく、直径10メートル程度の円形と推測される。埋葬施設は横口式石槨で、南南西方向に開口する。石槨内は盗掘に遭っており、調査時点で埋葬当時の副葬品は失われている。築造時期は古墳時代終末期の7世紀中葉-後半頃と推定される。
なお、北約150メートルの別の丘陵支脈上には、同様に横口式石槨を埋葬施設とする白木北古墳が所在したが、貯水池造成の際に消滅し、現在は石槨底石の一部のみが遺存する。

## 埋葬施設

石槨俯瞰図

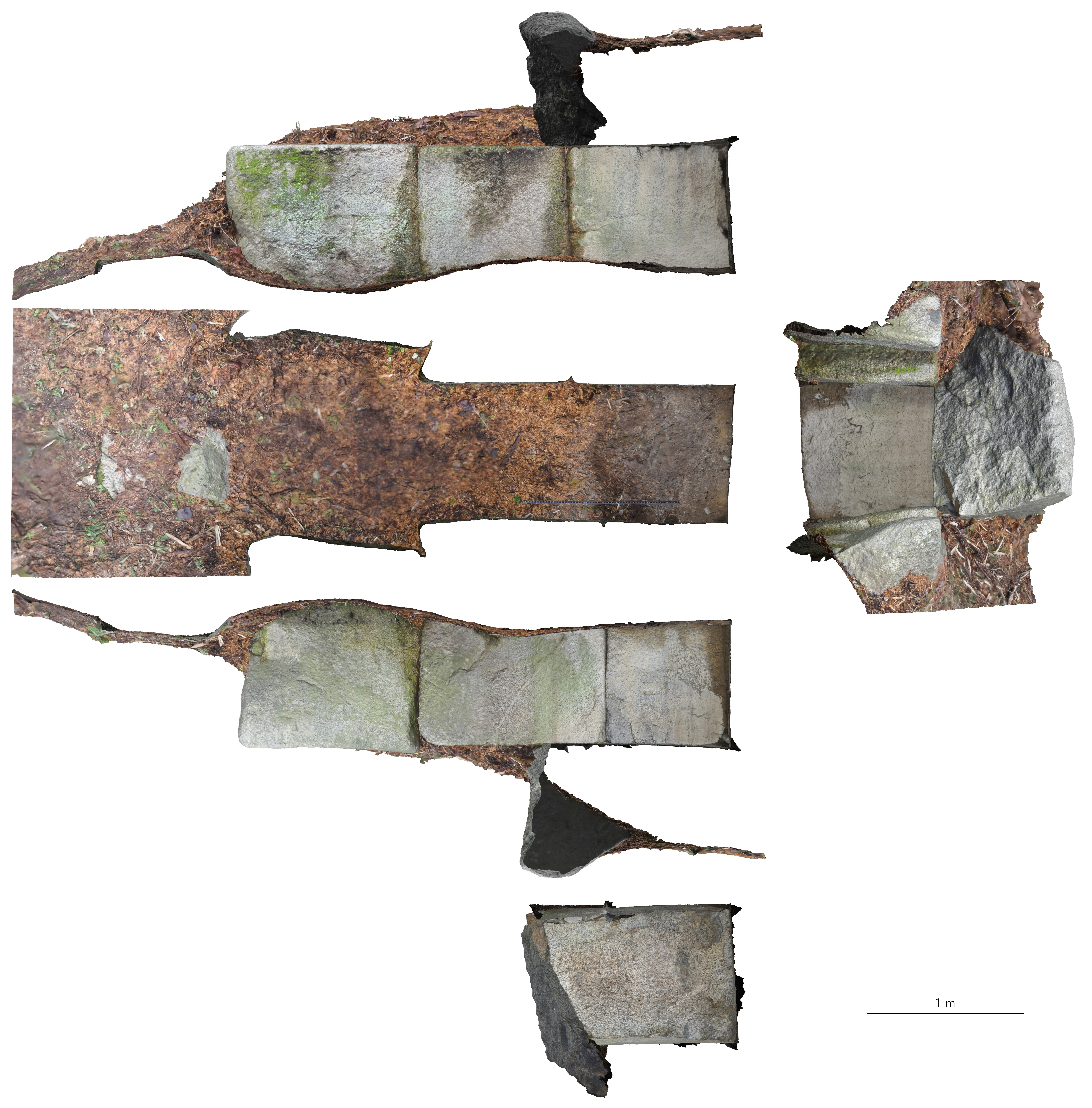
石槨展開図

埋葬施設としては横口式石槨が構築されており、南南西方向に開口する。石槨の規模は次の通り。
- 石槨全長：現存約3.2メートル
- 石槨部：長さ1.95-1.98メートル、幅0.90メートル、高さ0.91-0.92メートル
- 羨道：現存長さ1.12-1.25メートル、高さ1.44メートル

石槨の石材は花崗岩で、切石を組み合わせて構築される。石槨部は、奥壁1石・側壁各2石・底石1石・天井石1石からなる。天井石は3分の1が破壊されている。石槨部の前面には、扉石を取りつけるための面取りが認められる。羨道は側壁各1石のみが遺存し、天井石も失われているが、本来は側壁各2石・天井石2石であったとみられる。
石槨内は盗掘に遭っているが、調査では羨道側壁1石目付近で鉄釘・土師器6点が検出されている。土師器の年代は9世紀初頭頃で、後世に羨道に追葬された木棺の副葬品と推測される。そのほか、石槨部から完形の瓦器埦2点が検出されており、14世紀前半頃の再利用を示す。また天井石の封土から寛永通宝5点が出土しており、江戸時代には天井石は露出していたとみられる。

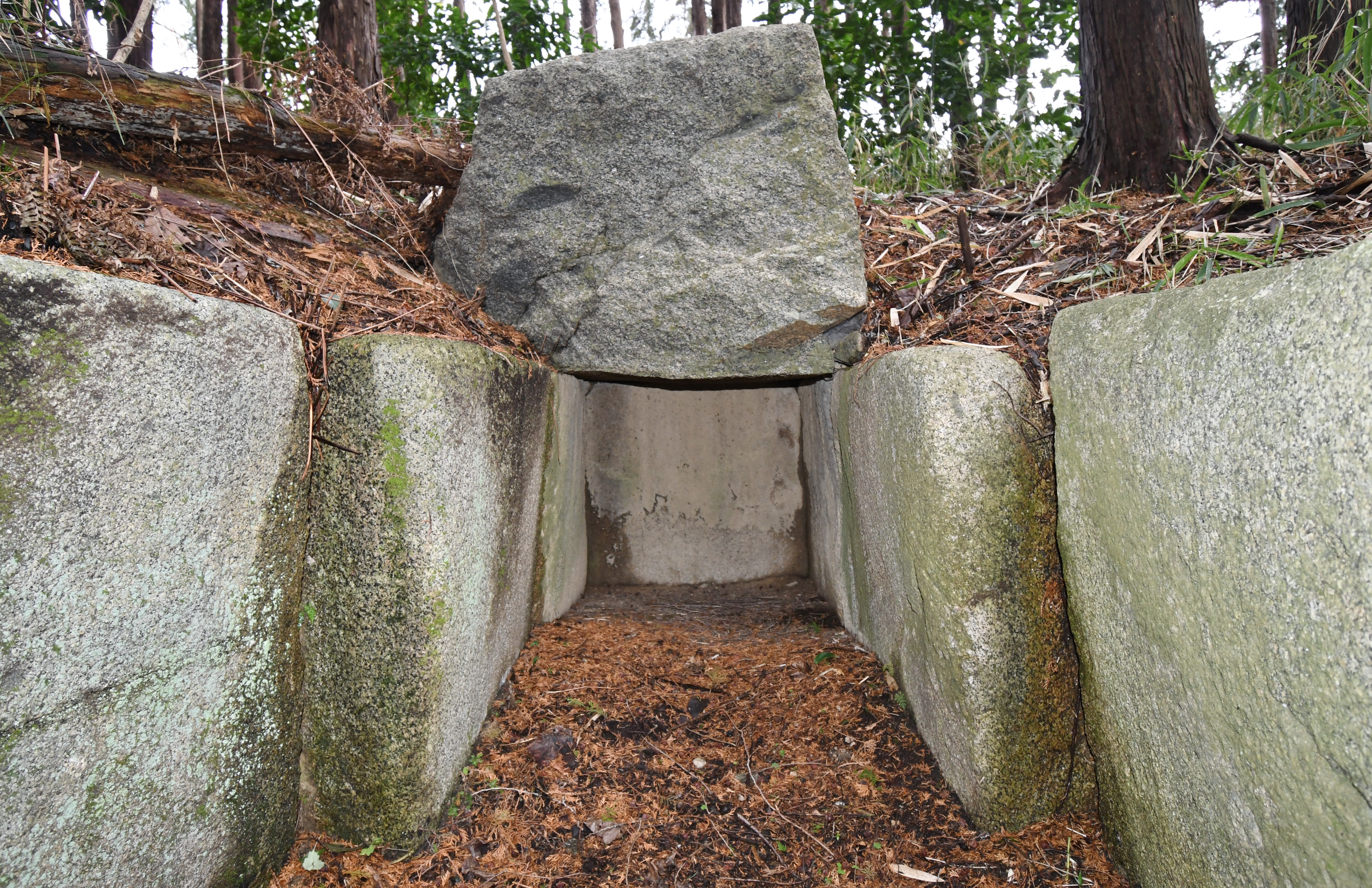
石槨内部（奥壁方向）
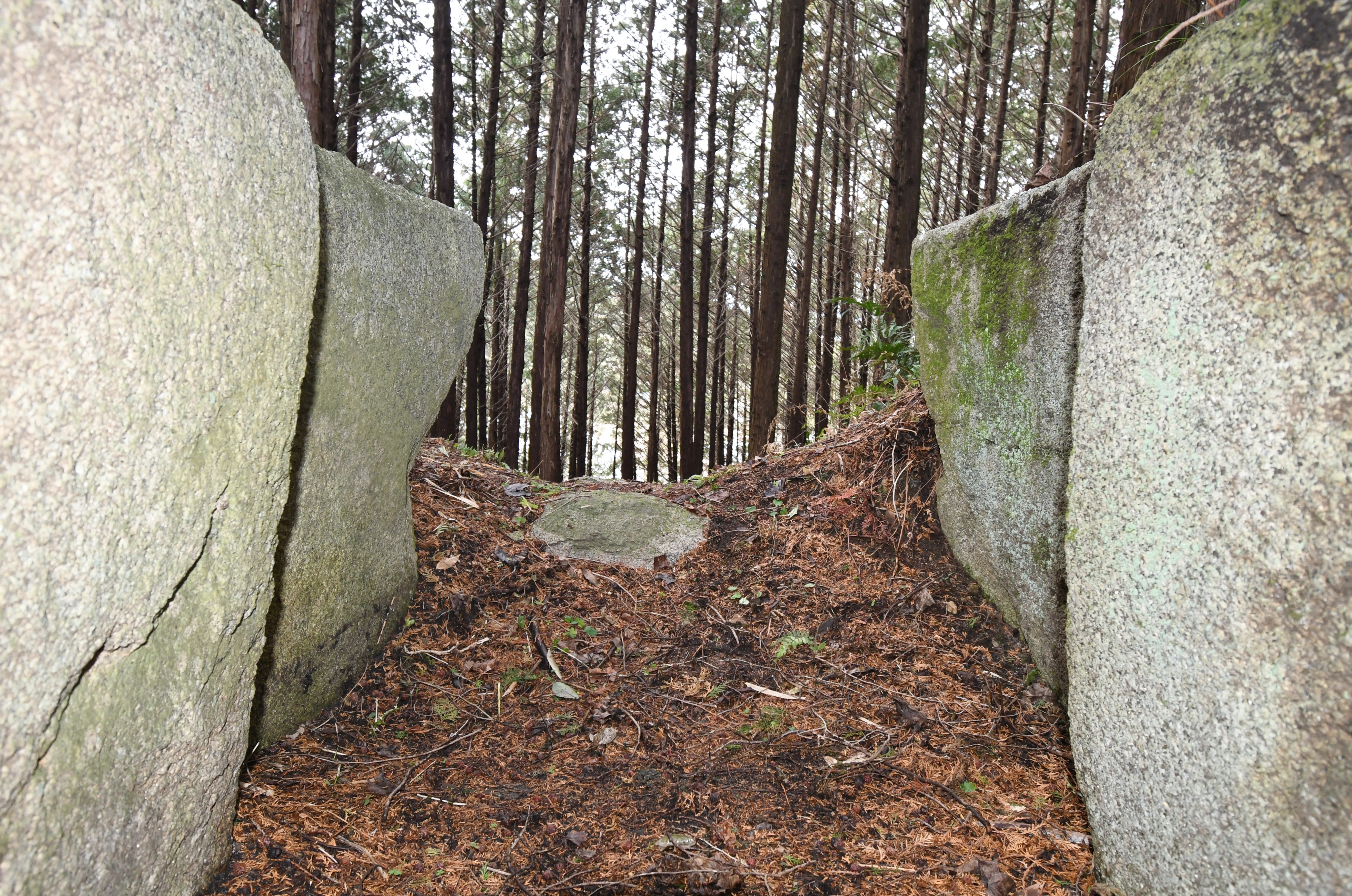
石槨内部（開口部方向）
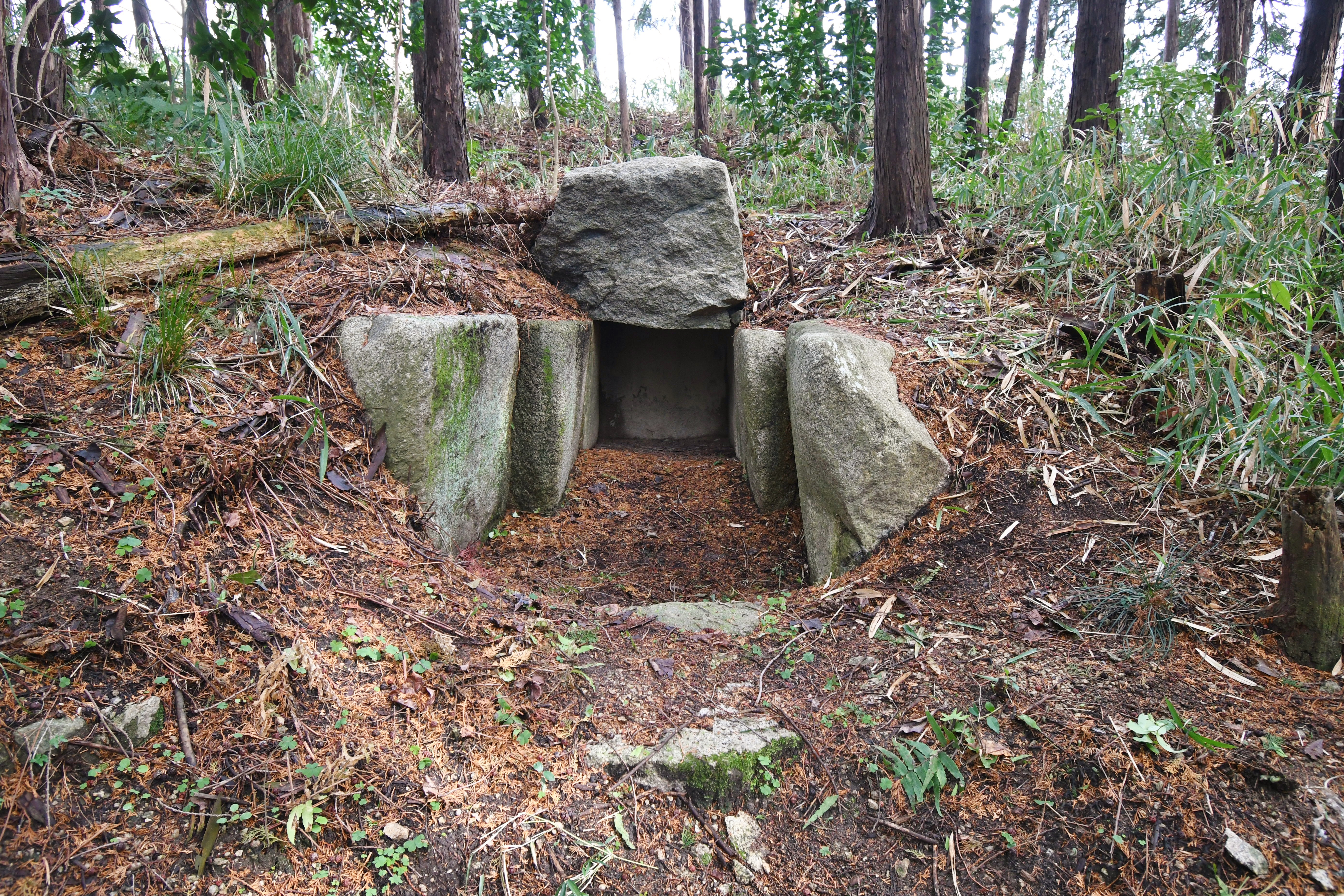
開口部